# Pyroderces caesaris
Pyroderces caesaris — вид лускокрилих комах родини розкішних вузькокрилих молей (Cosmopterigidae).

## Поширення
Вид поширений в Європі. Трапляється в Іспанії, Сардинії, Сицилії, Італії, Хорватії, Греції, Болгарії, Румунії, Молдові та Україні.

## Опис
Розмах крил 13-15 мм.

## Спосіб життя
Метелики літають з кінця травня до початку осені. Личинки живляться на Echinops ruthenicus, Centaurea orientalis, Centaurea salonitana та Cirsium sublaniflorum. Гусениці їдять квіти та пагони, а після перезимівлі вони харчуються торішніми плодами.